# An Tiaracht
An Tiaracht (talvolta chiamata Tearaght in inglese) è una delle isole Blasket, arcipelago irlandese al largo delle coste del Kerry. È il punto più occidentale dell'Europa se si esclude l'Islanda.

## Morfologia
Morfologicamente, è un isolotto ripido, appuntito e roccioso disabitato, divisibile in due sezioni, una parte più larga (alta 200 m) una parte occidentale che si alza per 116 m. Uno stretto braccio di roccia, con un tunnel naturale, unisce le due parti. L'isolotto è situato ad ovest della penisola di Dingle e di Great Blasket. È la più occidentale delle Blasket, oltre che il punto più occidentale d'Irlanda (escludendo Rockall), raggiungendo una longitudine di 10°40' Ovest. Le dimensioni di An Tiaracht sono di 1 km da est ad ovest e di circa 500 metri da nord a sud.

## Fauna
An Tiaracht, come le altre Blasket, ospita un considerevole numero di uccelli marini, con colonie importanti a livello internazionale di Berta minore (Puffinus puffinus) e Uccello delle tempeste europeo (Hydrobates pelagicus). L'Uccello delle tempeste coda forcuta (Oceanodroma leucorhoa) è stato avvistato numerose volte nel luogo, ma non ci sono prove che ci siano colonie. Il numero di Alcidae, specialmente pulcinelle di mare, sembra essere aumentato, anche se non ci sono dati attendibili.
Un faro fu costruito sull'isola nel 1870, e automatizzato nel 1988. Mantenuto dalla Commissioners of Irish Lights, è situato a 84 metri d'altezza sul mare.

## Galleria d'immagini

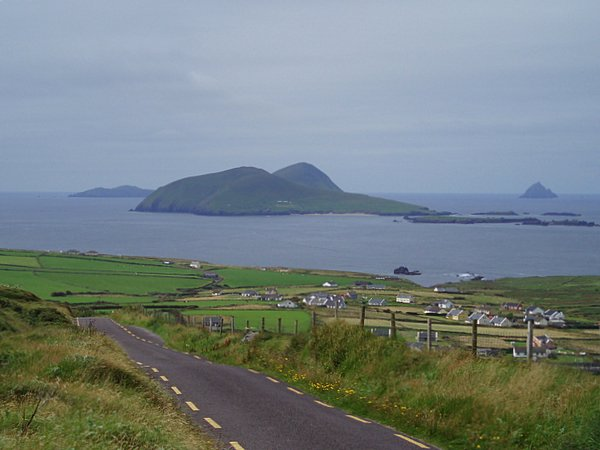
An Blascaod Mor (Great Blasket Island) - geograph.org.uk - 220151

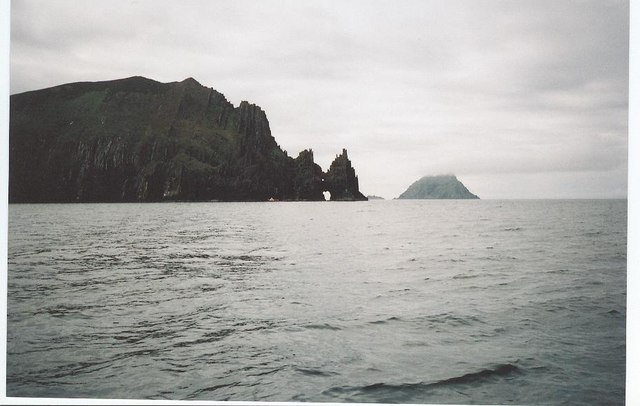
Cathedral Rocks on Inis Na Bro - geograph.org.uk - 343299